# Thesium longifolium
Thesium longifolium är en sandelträdsväxtart som beskrevs av Porphir Kiril Nicolai Stepanowitsch Turczaninow. Thesium longifolium ingår i släktet spindelörter, och familjen sandelträdsväxter. Inga underarter finns listade i Catalogue of Life.